# Léonce Perret
Pour les articles homonymes, voir Perret.
Léonce Perret est un comédien, metteur en scène de théâtre, scénariste, réalisateur et producteur de cinéma français né le 14 mars 1880 à Niort (Deux-Sèvres), et mort le 12 août 1935  dans le 7e arrondissement de Paris.
Léonce Perret débute comme comédien au théâtre, puis au cinéma, il devient ensuite réalisateur de nombreux courts-métrages, et obtient peu à peu une forte notoriété dans le paysage cinématographique français. Souvent décrit comme un avant-gardiste pour sa manière de réaliser ses films, Léonce Perret a su apporter au cinéma français de nouvelles techniques de cadrage, d’utilisation de la lumière et d’accompagnement musical.
Il est une figure emblématique de la société Gaumont jusqu’en 1917. Il s'expatrie ensuite aux États-Unis où il apporte ses connaissances et y acquiert en même temps une forte expérience. C’est sur le sol américain qu’il commence à produire certains de ses films notamment son fameux N'oublions jamais en 1918, une œuvre de propagande française donnant au monde le spectacle d’une France héroïque et blessée.
Plus tard de retour en France, il réalise en 1923 Kœnigsmark, œuvre lui permettant d'acquérir une certaine notoriété dans le milieu cinématographique. En 1925, son film Madame Sans-Gêne, adaptation de la pièce de théâtre éponyme, est la première coproduction franco-américaine.
Découvreur de nouveaux talents, Léonce Perret fait participer de nombreuses idoles françaises et américaines de son époque telles que Abel Gance, Gloria Swanson, Gaby Morlay, Arletty, Suzanne Grandais, Mae Murray ou Huguette Duflos.

## Biographie

### Débuts dans le monde du théâtre

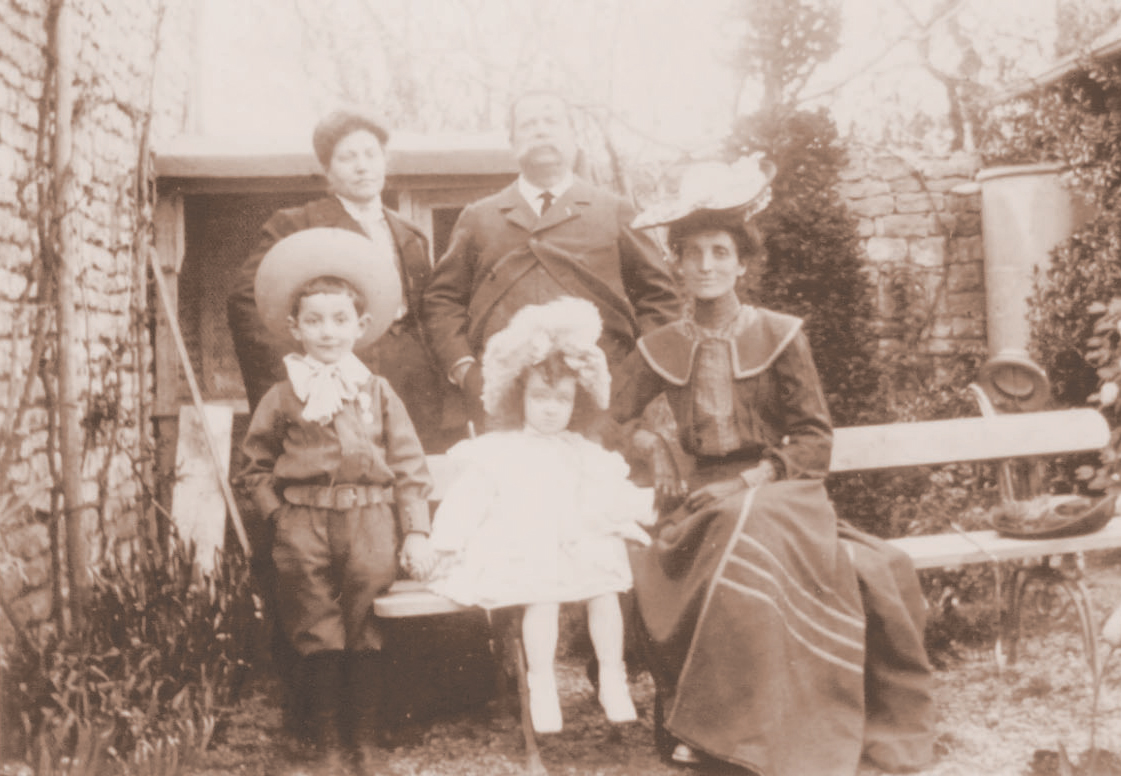
Famille de Léonce Perret.

Léonce Perret naît en 1880 d’Eliès Ferdinand Perret et de Marie Collinet après sa sœur Lucie (1870-1963) et son frère Ernest (1873-1949). Ses parents possèdent un atelier de menuiserie dans la rue Yver à Niort. Dès son enfance, Léonce prend goût pour tout ce qui touche à l’art, en particulier la comédie puis la poésie. Pendant son adolescence, Léonce tombe gravement malade et doit consulter des spécialistes à Paris, où il reste quelques mois le temps d’être soigné. C’est durant cette brève période vécue dans la capitale qu’il commence à rêver à une vie d’artiste.
De retour à Niort, après maintes discussions avec ses parents, il obtient leur accord pour tenter sa chance. Il regagne alors la capitale et loue une petite chambre sur le boulevard Saint-Michel, non loin du Jardin du Luxembourg, où il peut se plonger dans ses lectures favorites. Ses ennuis de santé reviennent puis il s’en remet petit à petit et, plus tard, le 21 mars 1901, il est exempté du service militaire.

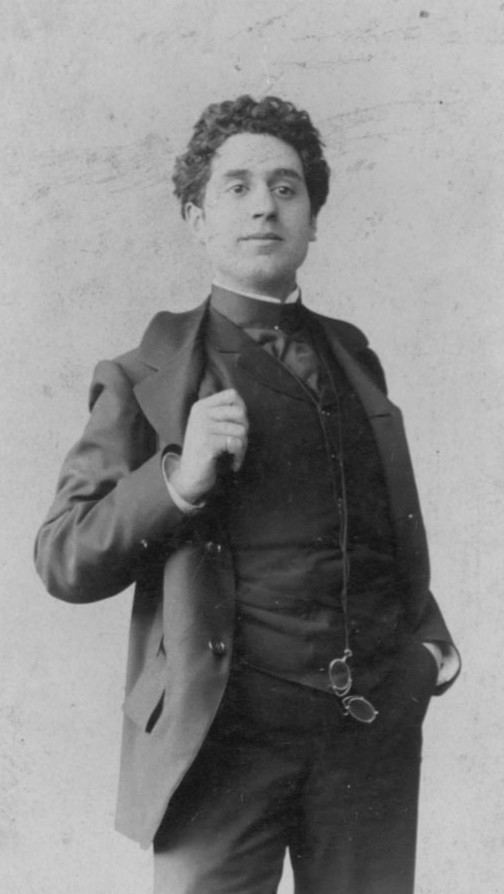
Portrait de jeunesse de Léonce Perret.

Il s’inscrit à la nouvelle école musicale Schola Cantorum dans le quartier du Montparnasse. Il se révèle un bon chanteur et un excellent joueur de flûte : c’est le début de sa très prolifique carrière d’artiste. Il aime beaucoup aller voir des pièces de théâtre pendant son temps libre et se sent de plus en plus attiré par la scène. Il participe à des petites représentations afin d’apprendre le métier ; il doit accepter toutes les propositions qui s’offrent afin d’obtenir ses premiers cachets, souvent dérisoires. Parallèlement il prend des cours de musique puis de théâtre.
En 1899, Léonce est appelé pour une première tournée de six mois qui le fait voyager en Europe et même jusqu’en Russie. Il est finalement remarqué par le dramaturge Eugène Brieux pour un premier rôle important dans La Robe rouge qu’il joue au printemps 1900. Puis la chance lui sourit en juin 1900 car il obtient son premier contrat comme jeune premier au théâtre de l’Athénée, l’un de ses rêves. En 1902, il effectue une nouvelle tournée européenne passant par l’Italie, la Suisse, l’Allemagne, la Russie, etc., jouant des pièces d'Alexandre Dumas fils, d’Alfred Capus, de Marcel Prévost ou d’Émile Augier. Il acquiert une forte expérience théâtrale durant ces années-là. Le comédien commence à se faire remarquer par ses prestations, surtout lorsqu’il intègre le théâtre du Vaudeville au début 1903, jouant notamment le rôle principal de la pièce Ruy Blas.

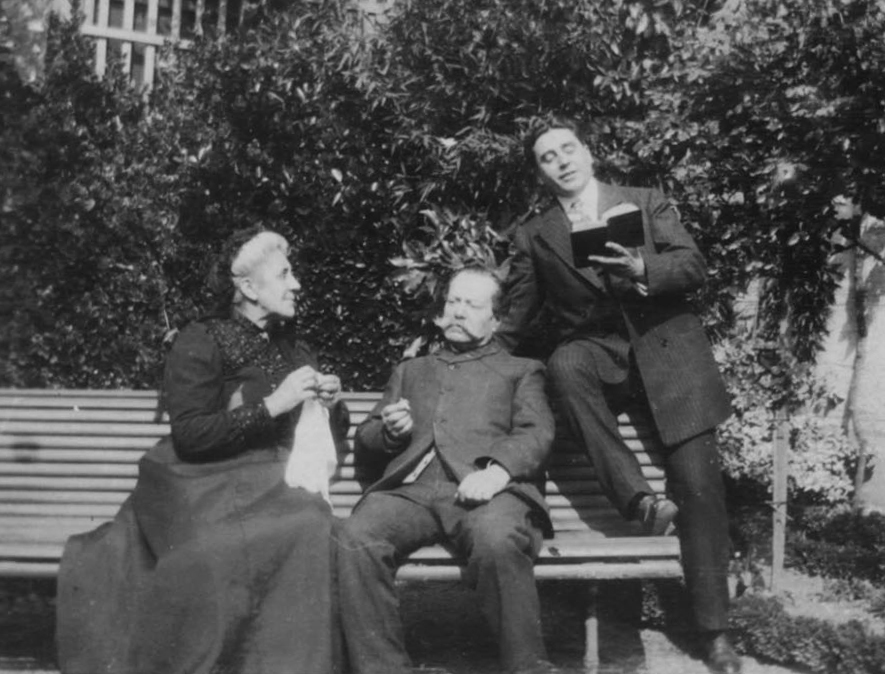
Léonce Perret faisant la lecture à ses parents, à la fin des années 1910

En 1905, Léonce signe un nouveau contrat pour le théâtre de l'Odéon ; son directeur de scène est alors Abel Tarride, puis André Antoine. Il continue à écumer les scènes de Paris, de province et parfois d’Europe. Cependant, n’obtenant que rarement le premier rôle, il rencontre de grosses difficultés financières pendant cette période. Il fait un nouveau passage en Russie et est engagé pour quelques mois dans un théâtre de Saint-Pétersbourg en 1909. Sur le chemin du retour en France, il s’arrête à Berlin pour y jouer Cyrano de Bergerac : c’est alors que M. Grassi, directeur de Gaumont Allemagne, le sollicite pour une nouvelle occupation : le cinématographe.

### Carrière dans le cinéma: l’acteur puis le metteur en scène
Plutôt renié par le milieu du théâtre, le cinéma paraît à Léonce Perret une prolongation de son activité théâtrale derrière les caméras. La mise en scène d’une pièce par Léonce est envisagée par Grassi, puis celui-là va mettre en scène ses trois premiers courts métrages à Berlin dont Pourquoi la guerre ?, un film à l’expression pacifiste en 1909. Il met ensuite en scène ses propres scénarios, des courts métrages de 4–5 minutes comme Le Bon Juge ou Fan-Fan le petit grenadier.
Il revient ensuite à Paris et se fait engager par la maison Gaumont sous la direction artistique de Louis Feuillade. Il y débute comme acteur dans bon nombre de films tournés dans les studios Gaumont au 53, rue de la Villette. Il évolue très vite grâce à son expérience allemande à la mise en scène. Il rencontre Valentine Petit (1873-1951), une danseuse et chanteuse belge travaillant notamment aux Folies Bergère qui devient sa femme quelques années plus tard. Valentine joue dans quelques films de Léonce et l'aide grandement dans ses affaires.

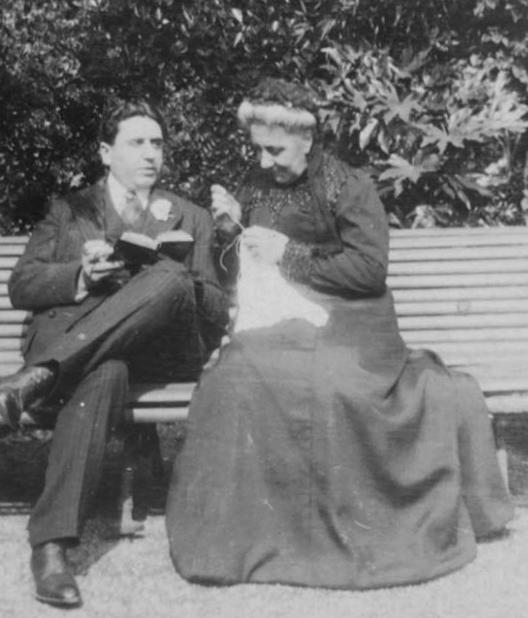
Léonce Perret en compagnie de sa mère.

Petit à petit, Léonce Perret et la troupe Gaumont travaillent avec de nombreux acteurs comme Suzy Prim, Yvette Andréyor, Suzanne Grandais, etc. Léonce joue beaucoup dans les films qu’il met en scène. Le Feu à la mine est l’un de ses premiers films à avoir un relatif succès. En 1913 débute la série des « Léonce », où il se met en scène jouant des personnages dramatiques, comiques voire burlesques ; il tourne une quarantaine d’épisodes de cette série. Il met en scène la même année Le Mariage de minuit, une comédie dramatique dans laquelle joue Suzanne Grandais, une actrice découverte par Léonce au Moulin Rouge et qui devient très populaire par la suite.

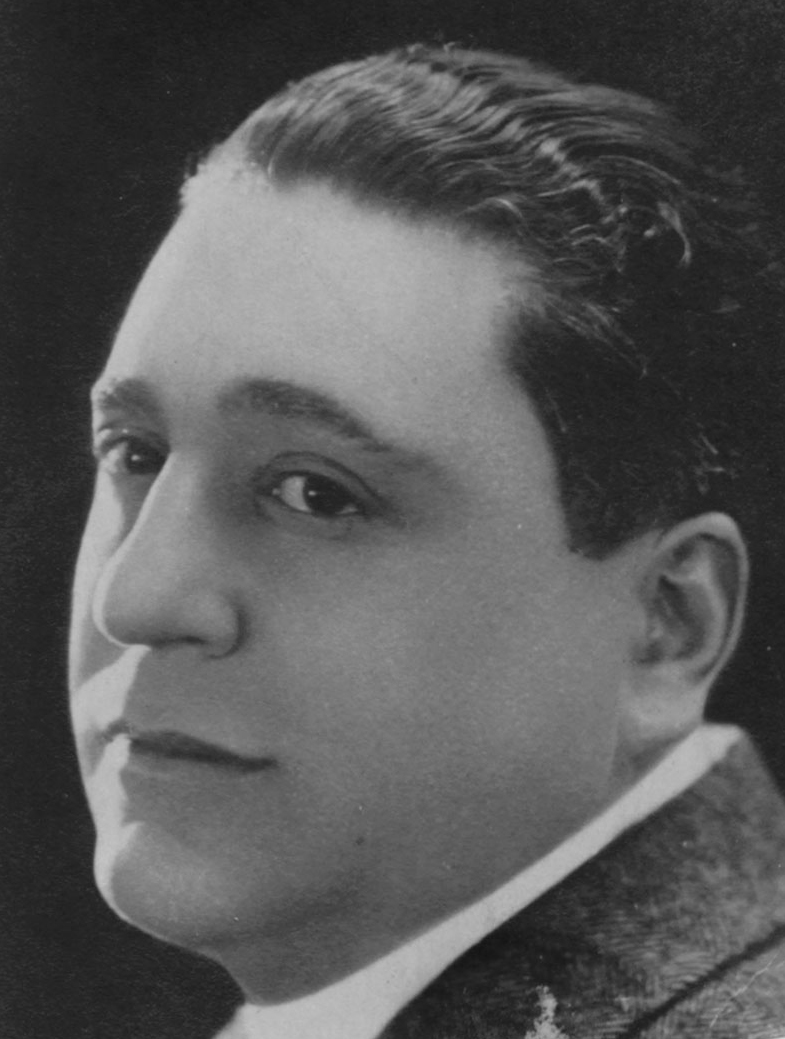
Portrait de Léonce Perret datant des années 1920.

Le nom de Léonce Perret est toujours inconnu du grand public, son visage commence néanmoins à être très familier. En effet, jusqu’en 1913, le nom du metteur en scène et des acteurs n’apparaissait pas sur les bandes de films : c’était une pratique interdite par les maisons de production. C’est lui-même qui, un jour, imposa à Gaumont et Louis Feuillade la présence de son nom ainsi que ceux des acteurs principaux dans le générique du film. Les autres réalisateurs suivirent cette idée à partir de ce jour-là.
Léonce Perret tourne de plus en plus de films en province, en plein air, testant de nouvelles techniques. De plus, il s’essaie au feuilleton policier avec Main de fer, un film en trois épisodes. C’est cette même année que Léonce réalise L'Enfant de Paris, le film qui le propulse définitivement au rang des meilleurs réalisateurs français de l’époque. C’est aussi pour Léonce Perret la fin des années d’instabilité financière. L'Enfant de Paris est repris et projeté plusieurs fois par la suite. Dans ce film, Léonce démontre qu’à l’époque la technique française rivalisait la technique américaine, notamment l’éminent D.W. Griffith. D'ailleurs, lors d'une reprojection du film à la Cinémathèque française en 1951, Georges Sadoul déclare : « Perret usa avec brio de toutes les ressources du montage, des différenciations de plans, des contre-jours, de la très belle photographie de son opérateur Specht… Sur un scénario banal qui démarque Les Deux Orphelines, le mélodrame d'Ennery, et en y mêlant quelques épisodes chauvins, Léonce Perret a su conduire un récit souple et vif en employant un vocabulaire cinématographique extrêmement raffiné : contre-jours, gros plans, contre-plongées, mouvements d'appareils, et mille autres innovations sont utilisées par lui avec un brio qui contraste avec le classique dépouillement de Louis Feuillade et un certain primitivisme alors latent chez David W. Griffith... Perret démontre qu'alors la technique française surpassait la technique américaine... »
À partir de 1914, il réalise plusieurs films patriotiques, comme la plupart des cinéastes durant la Première Guerre mondiale dont La Voie de la Patrie. Ce film est accompagné de musique durant sa projection, une idée novatrice.
Léonce Perret est à cette époque le numéro 2 de la Gaumont derrière Louis Feuillade. C’est aussi l’époque de l’apogée pour le cinéma français dont les films sont projetés dans de nombreux pays. Cependant, en août 1914, la guerre éclate et les activités cinématographiques sont suspendues : tout le monde est mobilisé. Léonce est mobilisé un temps comme aide-infirmier à Niort mais ne peut combattre à cause de ses ennuis de santé. Il reprend ses activités début 1915 à la demande de Léon Gaumont afin de tourner quelques bobines patriotiques comme Françaises, veillez !, un court métrage prévenant les femmes restées à l’arrière-garde de se méfier des possibles traîtres. Debout les morts est un film s’inspirant d’un des romans de Victor Hugo. Il alterne ses créations entre œuvres sentimentales et œuvres patriotiques jusqu’en 1916. Mais, peu à peu, même si Léonce a été nommé directeur artistique depuis 1915 à la place de Louis Feuillade, parti au front, il se plaint du manque de moyens proposés par Gaumont. Léonce Perret aspire à réaliser des films à plus gros budget. De plus, son contrat le liant à Gaumont expire fin 1916.

### Expérience américaine: le producteur de films

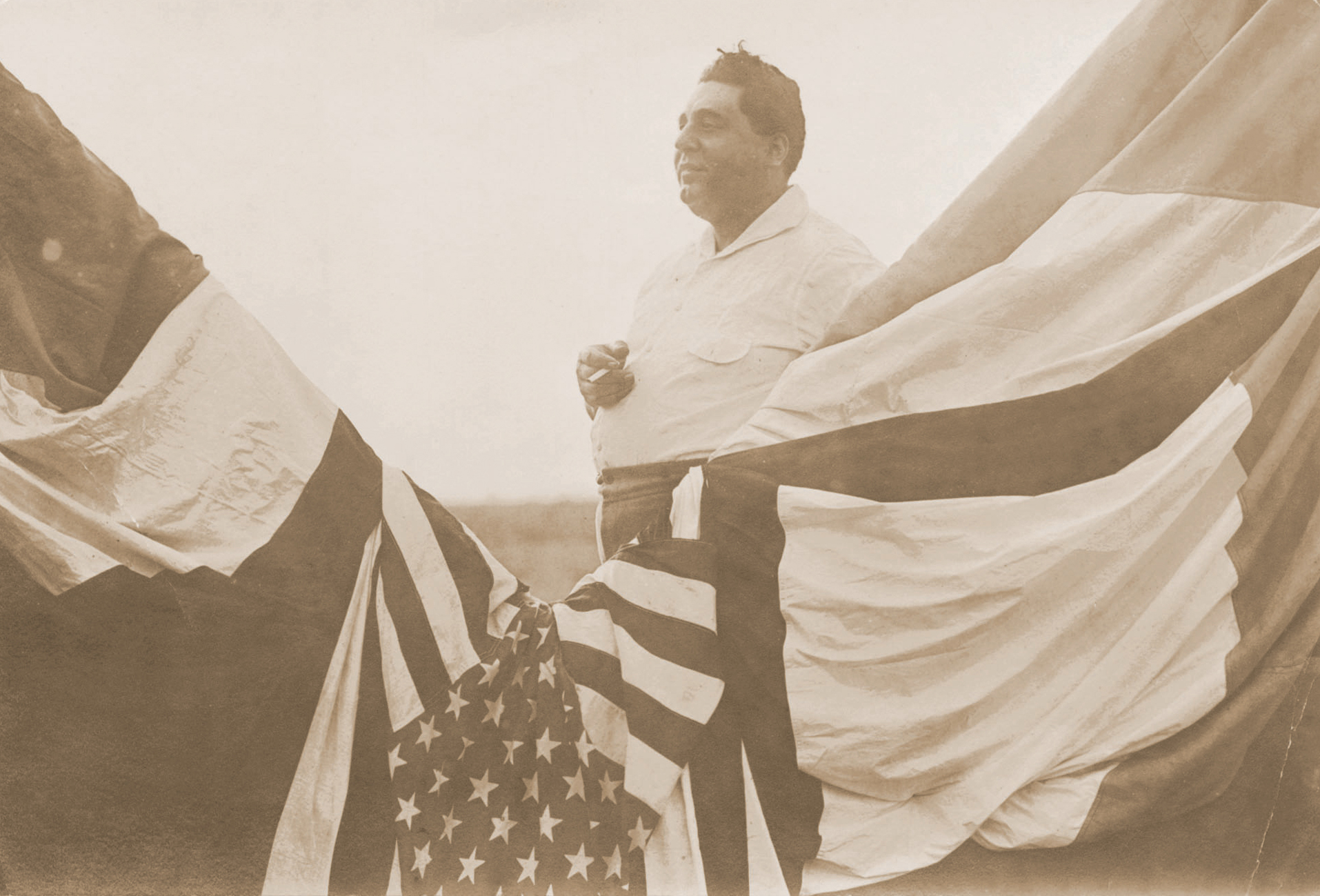
Léonce Perret en 1918, devant sa maison de production en Virginie. Les drapeaux français et américain emmêlés l'un dans l'autre montre l'esprit avec lequel Léonce est parti en Amérique: dans un esprit patriotique et amical…

En février 1917, quelques semaines avant que les États-Unis rejoignent les forces alliées, Léonce Perret débarque sur le sol américain. Il s’installe à Richmond en Virginie, région alors en plein développement cinématographique qui concurrence Hollywood. Léonce signe un contrat avantageux avec la World Film Corporation, une production indépendante créée par Jules Brulatour et Lewis J. Selznick. Léonce rejoint de cette manière toute une colonie de réalisateurs français exilés au Nouveau Monde curieux de connaître l’industrie cinématographique américaine en pleine expansion. Son premier film tourné en Amérique s’intitule The Silent Master, mise en scène d’un roman de Phillips Oppenheim. Puis il enchaîne rapidement avec A Modern Othello d’après une nouvelle du Français Ernest M. Laumann.

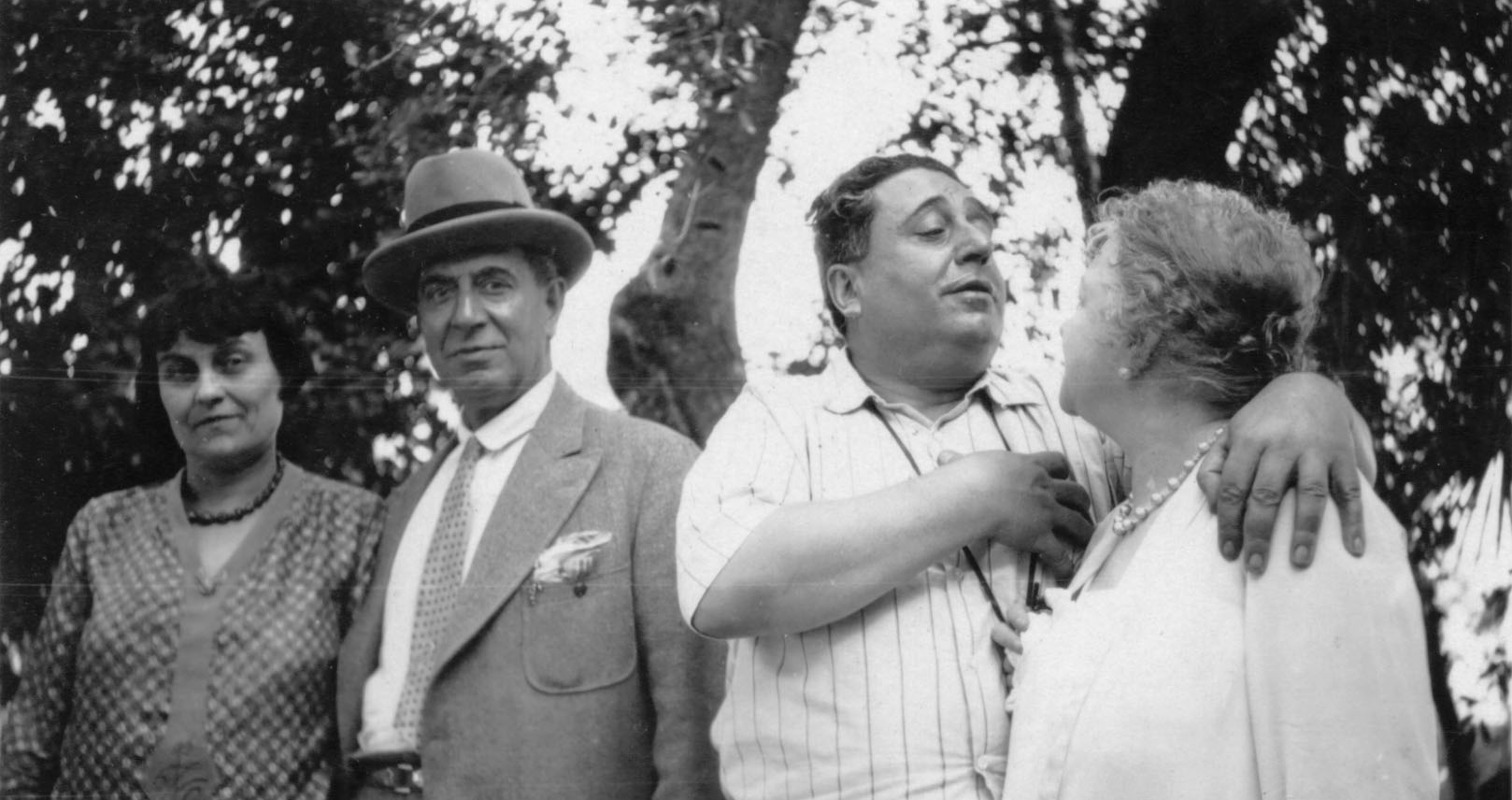
Léonce Perret en compagnie de sa femme, Valentine Perret et de deux membres de sa famille.

C’est un peu plus tard qu’il s’attelle à la création de son premier gros succès américain : N'oublions jamais en 1918, une œuvre de propagande française donnant au monde le spectacle d’une France héroïque et blessée. Cette œuvre eut un énorme succès en France, juste avant la signature de l’armistice.
Cette même année, après plusieurs films à succès, ayant acquis une situation financière très satisfaisante, Léonce crée sa propre maison de production : Perret Pictures Inc., affiliée à Pathé Exchange pour la distribution. Il produit et réalise une série de films dont La Treizième chaise d’après une pièce de Bayard Veiller, puis Twin Pawns, film où apparaît Mae Murray, nouvelle gloire hollywoodienne de l’époque. En 1920, L’Étreinte du passé montre le parti pris de Léonce Perret contre le bolchévisme car ce film est une forte critique du nouveau pouvoir en Russie.
Il réalise ensuite plusieurs films à succès jusqu’en 1921, où l’économie des États-Unis subit une récession, et le cinéma n’est pas épargné. Léonce commence à songer à son retour en France…

### Retour en France: la reconnaissance internationale

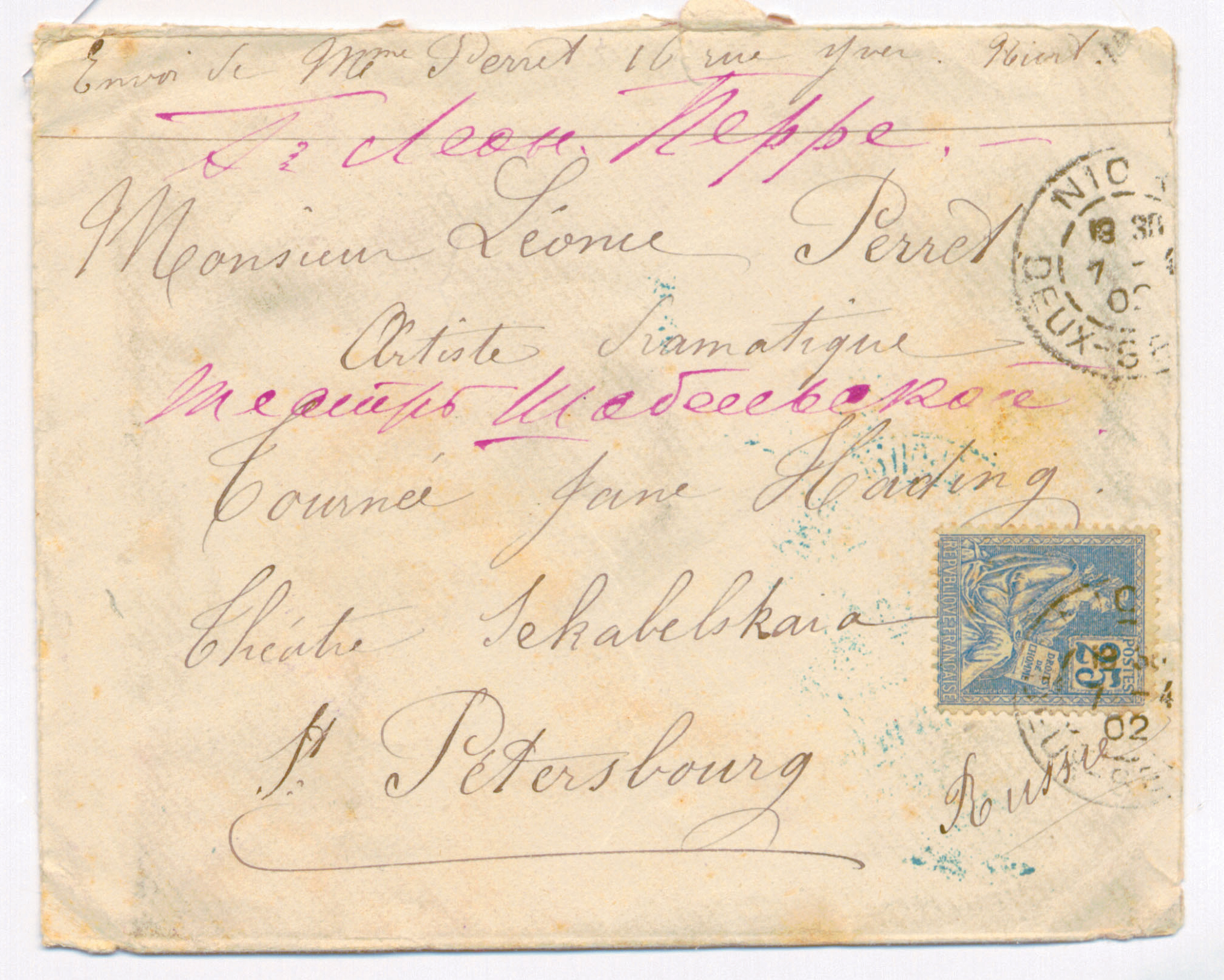
Lettre reçu par Léonce Perret de sa femme Valentine Perret, alors qu'il se trouve à Saint-Pétersbourg, dans le cadre de son travail.

À la fin de l’été 1921, Léonce Perret renonce définitivement à poursuivre son travail sur le sol américain et va tenter de reconquérir les studios français. Ayant bénéficié des recherches et de tous les progrès du cinéma américain, il entend bien les adapter en France. À son retour en France, il fait partie des grands réformateurs quant à la réalisation d’un film. Il réalise et produit dès septembre son premier film : L’Écuyère. C’est Pathé-Consortium-Cinéma qui s’occupe de la distribution.
Il commence alors à envisager l’adaptation de Kœnigsmark, le roman de Pierre Benoit. La nouvelle œuvre sort en mars 1924 dans les cinémas français. Kœnigsmark, dont Huguette Duflos est l’actrice principale, conquiert peu à peu tous les cinéphiles et reste une œuvre majeure du cinéma des années 1920 (ce film est d’ailleurs restauré en 2002 par la Cinémathèque française).
En 1925 sort le premier film franco-américain Madame Sans-Gêne, où joue en particulier la star américaine Gloria Swanson. Ce film, retraçant la révolution contre Louis XVI de France en 1792, génère des recettes historiques en France comme aux États-Unis. Aujourd’hui, Madame Sans-Gêne est invisible sur nos écrans pour la simple raison qu’aucune cinémathèque, de par le monde, n’a pu sauvegarder une copie de ce film.
Léonce Perret est, à cette époque, l'une des références du cinéma français, il reçoit régulièrement les éloges des critiques de cinéma pour chacun de ses films. En 1926, Léonce tourne La Femme nue d’après l’œuvre d’Henry Bataille, puis en 1927 Morgane la sirène d’après un roman de Charles Le Goffic. Fin mars 1927, une nouvelle société de production et de distribution voit le jour dans le paysage cinématographique français : la Franco-Film. Perret est nommé directeur artistique et membre du conseil d'administration de cette société opérant dans les studios Rex Ingram de Nice. L’objectif que se fixe cette nouvelle entreprise est de faire triompher la production nationale sur les écrans mondiaux. Siègent aux côtés de Perret : le directeur de production Edgard Costil, le réalisateur Camille de Morlhon et plusieurs metteurs en scène pionniers comme Raymond Bernard, Jean Durand, Léon Mathot, etc.

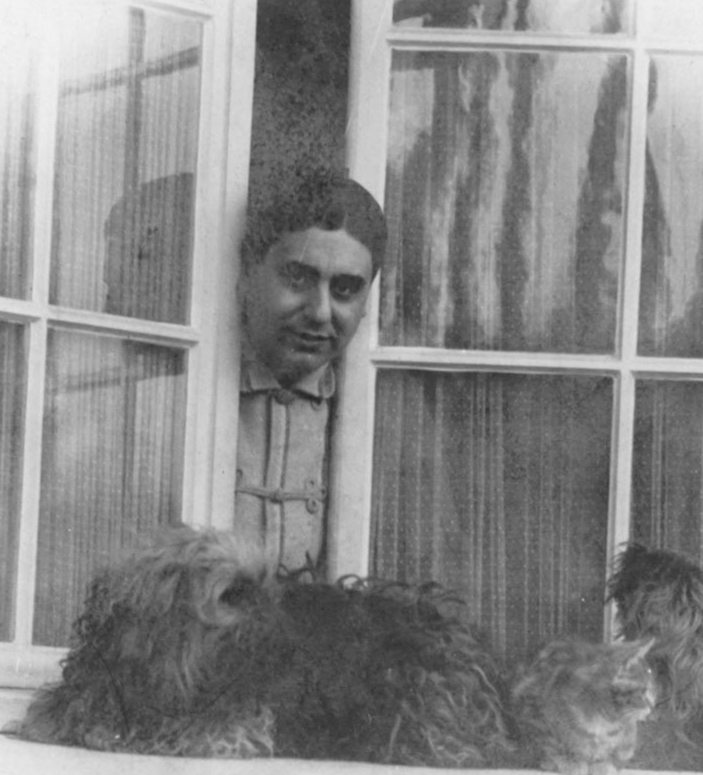
Léonce Perret chez lui, à la fin des années 1920.

Morgane la sirène est le premier film de Perret distribué par Franco-Film, qui rencontre un grand succès en France, en Angleterre ainsi qu’au Canada, ce qui confirme les ambitions internationales de cette jeune société. La même année voit le jour du premier film français entièrement en couleurs selon la technique américaine Technicolor. Dans Printemps d’amour, Perret emploie les services de Louise Lagrange et de l’américaine Hope Hampton. Léonce produit ensuite ses deux derniers films muets : La Danseuse Orchidée (avec l'américain Ricardo Cortez) et La Possession (avec l’italienne Francesca Bertini), une nouvelle adaptation d’Henry Bataille.
Léonce Perret a marqué le cinéma des années 1920 de son empreinte. Souvent qualifié de « magicien de l’image » par ses pairs, il rentre définitivement dans le panthéon du cinéma muet.

### Fin de carrière: les prémices du cinéma parlant
Convaincu de l'avenir du cinéma parlant, Léonce Perret réalise en 1929 Quand nous étions deux, une adaptation du célèbre roman d’Huguette Garnier. Son premier film parlant a pourtant un succès mitigé comparé aux autres films concurrents de la même époque. D’une manière générale, la société Franco-Film a beaucoup de difficultés dans sa transition vers le cinéma parlant. Léonce Perret la quitte d'ailleurs après Quand nous étions deux.
Ne renonçant pourtant pas au cinéma, Perret collabore en 1930 avec Adolphe Osso, créateur de la nouvelle Société des films Osso pour tourner Arthur (avec Louis-Jacques Boucot), son premier film réellement en « son direct ». Il enchaîne ensuite en 1931 avec Après l’amour (avec Gaby Morlay) adapté d’une pièce de Pierre Wolff et Henri Duvernois. Ce film a un succès particulier en Belgique. Vient ensuite en 1932 Enlevez-moi, film qui fait découvrir la toute jeune Arletty, ainsi que le déjà expérimenté Roger Tréville.
L’année suivante, Léonce Perret, qui travaille désormais avec la maison Pathé-Nathan, rappelle la reine du cinéma et du théâtre Gaby Morlay et son ancien collègue André Luguet afin de tourner son nouveau film Il était une fois, d’après la pièce de Francis de Croisset. Ce film remporte le prix de « meilleur film français de l’année » décerné par l’hebdomadaire des cinéphiles Pour Vous. Ensuite, Léonce adapte au cinéma le roman d’Alphonse Daudet Sapho, qu’il connaît bien puisqu’il l’avait déjà joué alors qu’il était comédien. Mary Marquet est l’actrice principale de cette nouvelle adaptation.
En 1934, Léonce Perret tente une nouvelle expérience avec la Comédie-Française, une sorte de théâtre-documentaire sur l’œuvre de Molière qui a un succès mitigé mais qui permet à des artistes comme Sacha Guitry de s’en inspirer pour réaliser d'autres œuvres dans ce domaine par la suite.

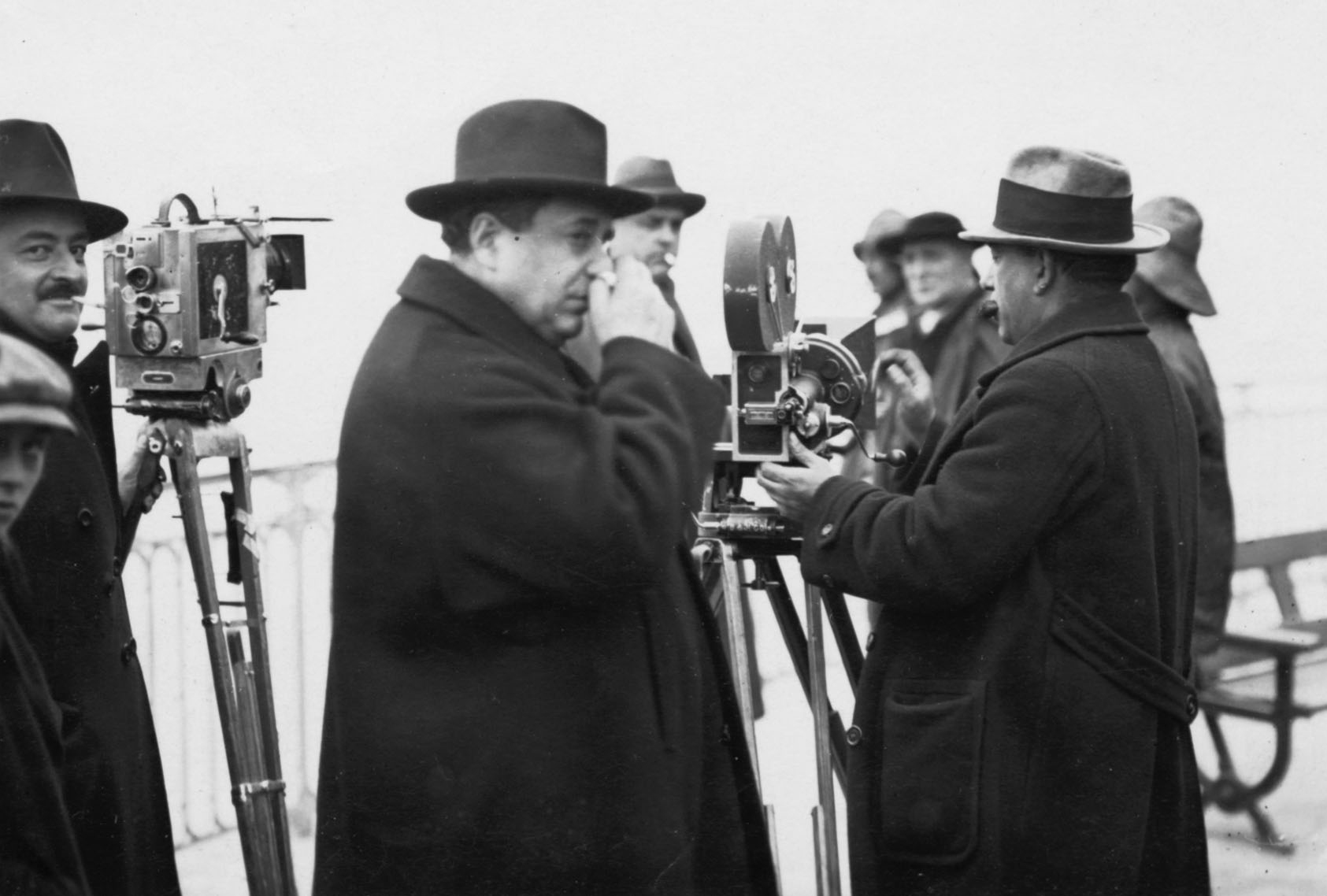
Léonce Perret, sur le tournage de Arthur en 1930.

Alors que Léonce Perret entame un nouveau projet, une nouvelle version de Kœnisgmark, parlante et bilingue (franco-anglaise), il tombe malade et doit être hospitalisé à la clinique Saint Jean de Dieu située dans le 7e arrondissement de Paris. Il y meurt le 12 août 1935 et est enterré à Niort.
Il a finalement réalisé sept films parlants. Léonce Perret est considéré comme un autodidacte ayant gravi un à un les échelons de la réussite, revendiquant une certaine indépendance, une liberté de création et plusieurs innovations ainsi qu'une faculté à découvrir de nouveaux talents.
Cependant Léonce Perret est étonnamment oublié par les cinéphiles des générations suivantes, les historiens du cinéma ne lui accordant que très peu de place dans leurs études. Il faut attendre 2003 pour découvrir la première étude – partielle – intitulée Léonce Perret,, publiée par l'Association française de recherche sur l'histoire du cinéma en collaboration avec la cinémathèque de Bologne. Quelque temps après, en novembre 2004 pendant une quinzaine, des dizaines de films de Léonce Perret sont projetés à la Cinémathèque française à Paris, à l'initiative de l'équipe de Bernard Bastide.
Une œuvre plus complète écrite par Daniel Taillé paraît en 2006, Léonce Perret cinématographiste, rendant hommage à cet artiste pionnier.

## Citations

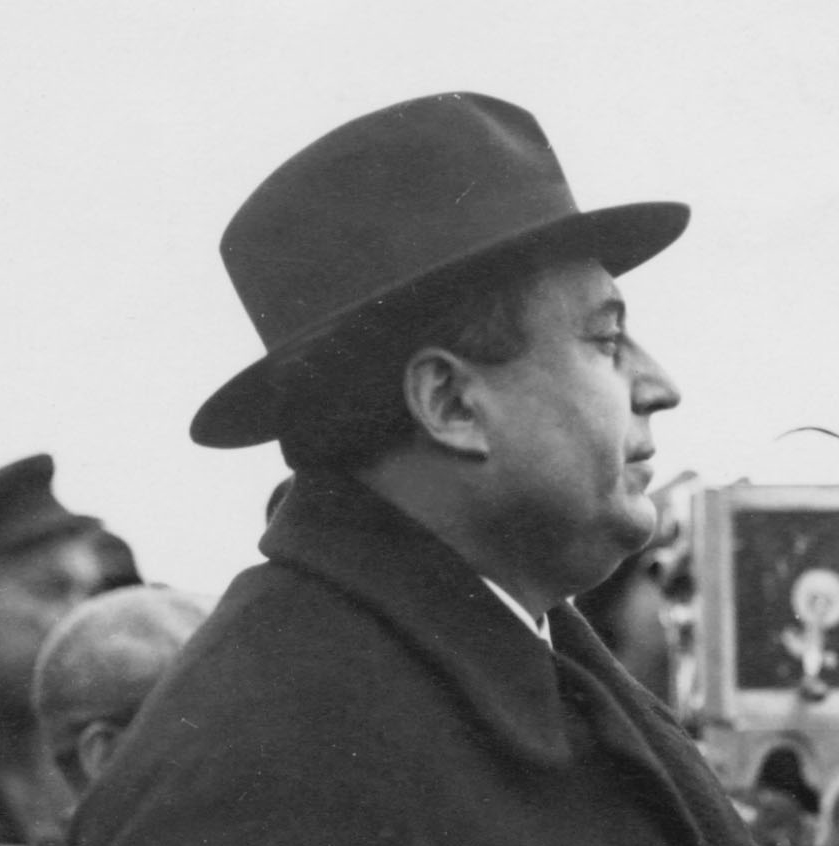
Portrait de Léonce Perret datant des années 1930.

« L’impatience artistique, économique, scientifique et sociale du cinéma est si grande que son développement n’a pas de limites. Aussi, l’une de nos premières industries nationales devrait-elle être celle du film. Mais pour replacer le film français au premier rang, qu’il n’aurait jamais dû perdre, et pour assurer son expansion sur le marché mondial, il faut que ce film, national par sa production, soit international par sa situation dramatique, sa facture, son interprétation. Tous les faits marquants de notre histoire, la vie de nos grands hommes et femmes célèbres, peuvent servir à la réalisation du film international. Nos concurrents étrangers ne l’ignorent point, car pour réaliser leurs derniers films internationaux, ils en ont pris tous leurs éléments dans l’histoire de France, telle qu’elle a été racontée par nos romanciers et nos dramaturges les plus réputés… »
— Léonce Perret à Comœdia, le 31 mars 1922.
« Le cinéma a conquis droit de cité dans le monde entier, et a pris un caractère universel qui en fait un objet de libre échange artistique et commercial. »
— Léonce Perret à Comœdia, le 29 août 1924.
« Le cinéma doit à Léonce Perret des découvertes plastiques et des recherches sans prix. »
— Henri Langlois.
A contrario...
« Bien d'autres de nos compatriotes travaillèrent en Amérique : Léonce Perret entre autres, dont la production, qu'elle soit française d'avant guerre (...) ou d'après-guerre (...) est d'une égale médiocrité. »
— Georges Charensol, Panorama du cinéma, Kra, Paris, 1930, p.91.
« On ne s'étonnera pas, je pense, de l'omission volontaire faite ici de certains noms fort appréciés par les commerçants du cinéma : Léonce Perret, (...) »
— Georges Charensol, op. cit., p.187.

## Filmographie
Une filmographie complète de Léonce Perret est pratiquement impossible car il a écrit, joué, réalisé ou produit plus de 400 films dont environ le tiers sont encore disponibles à l'heure actuelle. Les copies se trouvent principalement à la Cinémathèque Gaumont, à la Cinémathèque française, aux Archives du Film du Centre national de la cinématographie ou dans quelques cinémathèques européennes comme le Nederlands Filmmuseum d'Amsterdam.

### Acteur

#### 1909
- Judith et Holopherne de Louis Feuillade (89 m)
- Le Miroir magique de Louis Feuillade (85 m)
- Le Voile des nymphes de Louis Feuillade (101 m)
- La Fiancée du batelier de Louis Feuillade (269 m)
- Au temps de la chouannerie de Louis Feuillade (287 m)
- Le Bon Samaritain (109 m)
- André Chenier d’Étienne Arnaud (349 m)
- La Légende de Daphné de Louis Feuillade (104 m)
- Le Festin de Balthazar de Louis Feuillade (290 m) - Le roi de Babylone
- Molière (1909) de Léonce Perret (280 m)
- Monsieur Prud'homme fait faire sa statue de Léonce Perret
- Le Portrait de Mireille de Léonce Perret (164 m)
- Robert le diable d'Étienne Arnaud

#### 1910
- Amphitrion d'Étienne Arnaud (207 m)
- L'An Mil de Louis Feuillade (279 m)
- Monsieur Prud'homme s'émancipe (180 m) : Monsieur Prud'homme (rôle interprété par Léonce Perret)
- Jour d’échéance (314 m) : Le peintre Duvaldy
- Esther (film de Louis Feuillade) (436 m) - Assuérus""
- Les douze travaux d'Hercule d'[Émile Cohl] (164 m)
- Etienne Marcel d'Étienne Arnaud (317 m)
- Lysistrata ou la Grève des baisers de Louis Feuillade (260 m)
- La mort de Camons d'Étienne Arnaud (207 m)
- Pâques florentines de Louis Feuillade (337 m)
- Le roi de Thule d'Étienne Arnaud (220 m)
- La Vie de Pouchkine de Louis Feuillade
- La Fille de Jephté (266 m)
- Le Vertige (300m) : Docteur Ménart
- Benvenuto Cellini d'Étienne Arnaud (329 m)
- Les Carbonari de Louis Feuillade (310 m)
- Christophe Colomb d'Étienne Arnaud (333 m)
- Le demi solde d'Étienne Arnaud (293 m)
- L'Exode de Louis Feuillade (430 m)
- 1814 de Louis Feuillade (247 m)
- La Nativité de Louis Feuillade (302 m)
- Le Pater de Louis Feuillade (144 m)
- Roland à Roncevaux de Louis Feuillade
- Les Sept Péchés capitaux I : l'orgueil de Louis Feuillade (120 m)
- Les Sept Péchés capitaux II : l'avarice de Louis Feuillade (162 m)
- Les Sept Péchés capitaux III : la luxure de Louis Feuillade (126 m)
- Les Sept Péchés capitaux IV : l'envie  de Louis Feuillade (384 m)
- Les Sept Péchés capitaux V : la gourmandise de Louis Feuillade (103 m)
- Les Sept Péchés capitaux VI : la colère de Louis Feuillade (40 m)
- Les Sept Péchés capitaux VII : la paresse de Louis Feuillade (86 m)

#### 1911
- La Peau de l'ours :  (276 m) : Henry Dorlandy
- Fidèle de Léonce Perret (291 m)
- L'Orgie romaine (A Roman Orgy)
- Le Mariage de Zanetto (204 m) : Monseigneur Le Duc
- Le Fils de la Salamite de Louis Feuillade (250 m)
- L'Étendard (252 m)
- L'Automne du cœur (235 m) : Vanesco
- Mariage par le cinématographe ou Un mariage par le cinéma (261 m): Harry Bull
- Eugène amoureux   (148 m)
- Le Tyran de Syracuse de Louis Feuillade
- Titine et Totor (157 m) : Totor, le plombier
- Dans la vie, coréalisé avec Louis Feuillade (194 m)
- Monsieur Prud'homme joue la comédie : Monsieur Prud’homme
- L'Âme du violon
- André Chénier
- Les Béquilles (262 m) : Le directeur
- La Cure de solitude (207 m) : Louis de Beauchamp
- Le Haleur (214 m) : Le haleur
- Le Moïse du moulin (285 m) : Julien
- Flore et Zéphir de Louis Feuillade (87 m)
- Héliogabale de Louis Feuillade
- L'Héritage du demi-solde de Louis Feuillade

#### 1912
- Plus fort que la haine
- Le Chrysanthème rouge : Un prétendant
- La Dette d'honneur
- Marget et Bénédict
- Le Mystère des roches de Kador[13] : Comte Fernand de Kéranic
- Nanine, femme d'artiste : Pierre Voisel
- Le Mariage de minuit
- Main de fer contre la bande aux gants blancs : Le baron de Croze
- Main de fer : Rizzio l'espion et le duc de Loze
- Le Lien (Retour au foyer) : Georges Clarens
- L'Express matrimonial : Gontran
- Un nuage
- Léonce fait des gaffes : Léonce
- Graziella la gitane : André Darnel
- La Lumière et l'Amour : Roger Darbois
- L'Espalier de la marquise : Le marquis Roger de Cérigny
- Un coq en pâte (361 m) : Baron de Barsac
- La Rançon du bonheur : Lieutenant Jacques Mareuil

#### 1913
- Léonce voyage
- Léonce et la bouillotte
- Léonce à la campagne
- Main de fer et l’évasion du forçat de Croze : Le forçat de Croze
- Léonce en voyage de noces
- Léonce en ménage
- * À propos d'épingles à chapeau (ou Les Épingles)  : Léonce
- Un cœur de poupée : Léonce
- Léonce et les écrevisses
- Léonce flirte
- Léonce veut divorcer
- Léonce pot-au-feu
- Léonce célibataire
- Léonce fait du reportage
- Léonce et Toto
- Léonce veut maigrir
- Léonce et sa tante
- Léonce et son conseil judiciaire
- Léonce papillonne
- Léonce et Poupette (300 m)
- L'Apollon des roches noires
- Le Homard : Léonce
- L'Enfant de Paris : Léonce
- Les Bretelles : Léonce
- Léonce cinématographiste
- Le Collier de Nini Pinson : Ferryboat
- Les Fiancés de l'air : Jacques Mareuil
- La Belle-mère de Léonce
- Léonce aime les morilles
- Léonce au château d'If
- L'Ange de la maison : Léonce
- Léonce a des rhumatismes

#### 1914
- Léonce n'est pas frileux
- Léonce aux bains de mer
- Léonce et les poissons rouges
- Léonce a le mal de mer
- Léonce a le mal d’amour
- Léonce aime les petits pieds
- Léonce l'est-il ?
- Son Excellence
- Léonce veut se suicider
- La Voix de la patrie : capitaine Paul d’Airvault

#### 1915
- Léonce et le bain du préfet
- Léonce flûtiste
- L'Autre devoir : Léonce
- Léonce papa
- Léonce jardinier
- Léonce aime les Belges

#### 1916
- Léonce s'émancipe
- Léonce poète
- Je le suis : Léonce
- C'est pour les orphelins !
- Léonce en vacances
- Les Deux mille blondes du Père Dubreuil

### Réalisateur

#### Année 1909
- Molière (réalisé à Berlin)
- Pourquoi la guerre ? (réalisé à Berlin)
- Le Berceau (réalisé à Berlin)
- Le Béret (167 m)
- Vers l'immortalité (réalisé à Berlin) (183 m)
- Fanfan, le petit grenadier (réalisé à Berlin)
- Noël d'artiste
- Le Truc de l'antiquaire (151 m)
- L'Échafaudage (185 m)
- La Lettre au petit Jésus (227 m)
- Monsieur Prud'homme fait faire sa statue
- Le Portrait de Mireille
- Le Mystère du château des roches noires

#### Année 1910
- Le Bon Juge (réalisé à Berlin) (150 m)
- La Tournée des grands ducs
- Monsieur Prud'homme s'émancipe
- La Fille de Jephté
- Le Vertige
- Les Lettres (210 m)
- Mam'zelle Figaro (160 m)
- Le Lys d'or coréalisé avec Louis Feuillade (214 m)
- Ménages parisiens (135 m)
- Le Bon Exemple (252 m)
- Le Noël de grand-mère
- Le Soupçon (304 m)
- Le cœur n'a pas d'âge
- L'Absente (259 m)
- Le Cousin de Cendrillon (224 m)
- Le Collier des Martigues
- Les Martigues
- Les Deux Douleurs (216 m)
- Les Deux Hommes (268 m)
- L'Escapade de Bob (277 m)
- L'Amour vainqueur (191 m)
- Le Baiser du pâtre (213 m)
- Le Ballon
- L'amour guette
- Les Lacs italiens
- Le Rendez-vous (234 m)
- Le Sacrifice d'Yvonne
- Lorsque l'enfant paraît (194 m)
- Le Bon Juge
- L'Ambition d'Agénor le Chauve (160 m)
- Bonne année (coréalisé avec Louis Feuillade)
- Le Bon Samaritain
- Le Cheveu blanc (211 m)
- Le Crime du grand-père (236 m)
- L'Emmurée des Balkans (273 m)
- La Garde-barrière
- Le Gardian de Camargue ou Gardian de la Camargue (270 m)
- Le Jeu des amoureux
- Jeunesse, coréalisé avec Louis Feuillade
- Mimosa, la dernière grisette (223 m)
- Petite mère (213 m)
- Le Portrait ovale
- La Sacrifiée (180 m)
- La Visite du pasteur

#### Année 1911
- La Peau de l'ours
- Fidèle
- Le Mariage de Zanetto (204 m)
- L'Étendard
- L'Automne du cœur
- Mariage par le cinématographe ou Un mariage par le cinéma
- Eugène amoureux
- Titine et Totor
- Dans la vie, coréalisé avec Louis Feuillade
- Monsieur Prud'homme joue la comédie
- L'Âme du violon
- Les Béquilles
- La Cure de solitude
- Le Haleur
- Le Moïse du moulin
- Le Mauvais berger (268 m)
- L'Amour qui tue (234 m)
- Les Bords de la Meuse
- Les Cascatelles du Houyoux ou Rives et cascatelles du Houyoux
- Bacchus et Cupidon (255 m)
- La Petite Béarnaise (300 m)
- Le Premier pas (170 m)
- Tu t'en iras, jeunesse (304 m)
- La Mine en feu ou Le Feu à la mine (255 m)
- L'Innocent (272 m)
- La Lettre de Zézette (260 m)
- La Rose bleue (231 m)
- Nuit tragique (161 m)
- Jeux d'amour (132 m)
- Kirouan la sainte (118 m)
- Cupidon aux manœuvres (245 m)
- Le Trafiquant
- L'Ermite ou La Paix du vieil ermite (258 m)
- Comment on les prend (262 m)
- La Pensée de l'enfant (262 m)
- On ne joue pas avec le cœur (307 m)
- Cœur de mère ou Maternité (303 m)
- Comment on les garde (254 m)
- Amour et Science (303 m)
- Le Bon Jardinier (199 m)
- L'Oiseau blessé (308 m)
- Le Galant notaire (160 m)
- Ces bons cousins (142 m)
- L'Amour et l'Argent (286 m)
- Les Deux huissiers (105 m)
- Le Galant commissaire (151 m)
- Gisèle part en pension (144 m)
- Papa printemps (195 m)
- Voyage en Saxe
- Le Lys brisé (224 m)
- Dans la vie, coréalisé avec Louis Feuillade
- La Paix du foyer (161 m)
- Séance de spiritisme (131 m)
- L'Attentat (193 m)
- Gisèle, enfant terrible (203 m)
- Le Rival de Chérubin (174 m)
- Le Piège à loups (147 m)
- Un drame du rail

#### Année 1912
- Plus fort que la haine (306 m)
- Le Chrysanthème rouge (273 m)
- La Dette d'honneur (678 m)
- Marget et Bénédict
- Le Mystère des roches de Kador (948 m) - Fernand de Keranic
- Marquisette et le troubadour
- Nanine, femme d'artiste
- Le Mariage de minuit
- Main de fer contre la bande aux gants blancs
- Main de fer
- L'Express matrimonial (ou En express)
- Léonce fait des gaffes
- Graziella la gitane (480 m)
- La Lumière et l'Amour
- L'Espalier de la marquise (303 m)
- Un Coq en pâte (361 m)
- La Rançon du bonheur
- La Rochelle
- Les Blouses blanches (620 m)
- La Fille du margrave (379 m)
- La Grève des domestiques (301 m)
- Le Cœur et l'Argent
- Le Tourment
- Cœur d'enfant (180 m)
- Manœuvres à bord d'un cuirassé
- Manœuvres d'escadre
- Le Mariage de Suzie
- Le Mariage de Ketty
- La Bonne hôtesse (373 m)
- Les Chandeliers (283 m)
- Une perle
- Laquelle ? (492 m)
- La Visite du pasteur (262 m)
- La Lumière et l'Amour
- Les Lys
- Le lien (Retour au foyer) :
- La Petite duchesse
- La Conquête d'Aurélia
- La Vie à bord d'un cuirassé
- Le Béret
- Une leçon d'amour
- Petite rosse (924 m)

#### Année 1913
- La Dentellière (417 m)
- Léonce voyage
- Léonce et la bouillotte
- Léonce à la campagne
- Main de fer et l’évasion du forçat de Croze (1,050 m)
- Léonce en voyage de noces
- Léonce en ménage
- Un nuage passe (ou Léonce et Suzanne)
- À propos d'épingles à chapeau (ou Les Épingles) (279 m)
- Un cœur de poupée
- La Force de l'argent
- Léonce et les Écrevisses
- Léonce flirte
- Léonce veut divorcer
- Léonce pot-au-feu
- Léonce célibataire
- Léonce fait du reportage
- Léonce et Toto
- Léonce veut maigrir
- Léonce et sa tante
- Léonce et son conseil judiciaire
- Léonce papillonne
- Léonce et Poupette
- L'Apollon des roches noires (303 m)
- Le Homard (210 m)
- L'Enfant de Paris
- Les Bretelles
- Léonce cinématographiste
- Le Collier de Nini Pinson (320 m) - J. Ferryboat
- Les Fiancés de l'air
- La Belle-mère
- Léonce aime les moules
- Léonce au château d'If
- L'Ange de la maison
- Léonce a des rhumatismes
- Quatre me suffiront
- Au fond du gouffre
- Les Audaces de cœur
- Sur la voie
- Par l'amour
- Le Champion du trombone (238 m)
- Les Dents de fer

#### Année 1914
- Léonce n'est pas frileux
- Léonce aux bains de mer
- Léonce et les poissons rouges
- Léonce a le mal de mer
- Léonce a le mal d'amour
- Léonce aime les petits pieds
- Léonce l'est-il ?
- Son Excellence
- Léonce veut se suicider
- La Voix de la patrie
- La Tourmente
- Le Rachat du passé
- Les Roses de la vie
- La Bretagne pittoresque
- Sur la côte d'argent
- L'Aventure de Monsieur Smith
- Le Roman d'un mousse Film en 4 parties (1,865 m)
- Fauves et bandits
- Mort au champ d'honneur

#### Période 1915-1917
- 1915 : Léonce et le Bain du préfet
- 1915 : Léonce flûtiste
- 1915 : L'Autre devoir
- 1915 : Léonce papa
- 1915 : Léonce jardinier
- 1915 : Léonce aime les Belges
- 1915 : Leur kultur
- 1915 : L'Heure du rêve
- 1915 : Françaises, veillez !
- 1915 : France et Angleterre, for ever
- 1915 : Le Héros de l'Yser
- 1915 : Une page de gloire
- 1915 : Aimer, pleurer, mourir
- 1915 : L'Énigme de la Riviera
- 1915 : Tante Lolotte
- 1916 : Léonce s'émancipe
- 1916 : Léonce poète
- 1916 : Je le suis
- 1916 : Léonce en vacances
- 1916 : Printemps du cœur
- 1916 : L'X noir
- 1916 : L'Empreinte du passé
- 1916 : Les Deux mille blondes du Père Dubreuil
- 1916 : Debout les morts !
- 1916 : Dernier Amour
- 1916 : Notre pauvre cœur
- 1916 : Les Mystères de l'ombre
- 1916 : Les Poilus de la revanche
- 1916 : Le Roi de la montagne
- 1916 : Qui?
- 1916 : La Fiancée du diable
- 1916 : Un mariage de raison
- 1916 : Marraines de France
- 1916 : Le Retour du passé
- 1916 : Les Bobines d'or
- 1916 : L'Angélus de la victoire
- 1916 : Les Armes de la femme
- 1916 : La Belle aux cheveux d'or
- 1917 : L'Esclave de Phidias, coréalisation Louis Feuillade
- 1917 : Le Devoir
- 1917 : L'Imprévu

#### Période 1917-1921: Films réalisés aux États-Unis
- 1917 : La Main du maître (The Silent Master)
- 1917 : Folie d'amour (The Mad Lover
- 1918 : Lune de miel imprévue (The Accidental Honeymoon)
- 1918 : N'oublions jamais (Lest We Forget)
- 1918 : La Princesse voilée (La Fayette, We Come)
- 1918 : Le Million des sœurs jumelles (The Million Dollar Dollies)
- 1919 : L'ABC de l’amour (A.B.C. Of Love)
- 1919 : L'Avidité (Twin pawns)
- 1919 : Les Étoiles de la gloire (Unknown Love)
- 1919 : La Treizième Chaise (The Thirteen Chair)
- 1920 : Une Salomé moderne (A Modern Salomé)
- 1920 : L'Empire des diamants (Empire Of Diamonds)
- 1920 : La Flétrissure (Tarnished Reputations)
- 1920 : L'Étreinte du passé (Lifting Shadows)
- 1921 : Le Démon de la haine (The Money Maniac)

#### Période 1922-1935
- 1922 : L'Écuyère
- 1923 : Kœnigsmark
- 1924 : Madame Sans-Gêne
- 1926 : La Femme nue
- 1927 : Printemps d'amour
- 1928 : La Danseuse Orchidée
- 1928 : Morgane la sirène
- 1929 : La Possession
- 1930 : Arthur
- 1930 : Quand nous étions deux
- 1931 : Après l'amour
- 1932 : Enlevez-moi
- 1933 : Il était une fois
- 1934 : Sapho
- 1934 :  Un soir à la Comédie-Française
- 1934 :  Les Précieuses ridicules
- 1935 : Deux couverts

### Scénariste et superviseur
- 1929 : Poliche (Der Narr seiner Liebe) d'Olga Tchekhova
- 1931 : Grains de beauté de Pierre Caron

### Scénariste
Léonce Perret écrit les scénarios d'une grande majorité de ses films. Seuls certains films datant d'avant 1913, c’est-à-dire sa période d'apprentissage, n'ont pas été écrits par Léonce Perret. La plupart sont écrits alors par Louis Feuillade, son directeur artistique de cette époque, quelques scénarios sont aussi écrits durant cette période par Abel Gance, Étienne Arnaud et Marcel Lévesque, ses collègues de la société Gaumont. C'est d'une manière progressive, à partir de 1911, que Léonce Perret a obtenu la confiance de la maison Gaumont pour mettre en scène ses propres scénarios.
Plus tard, à partir de 1917, il écrit beaucoup de scénarios d'après des romans, comme Folie d'Amour (1917), La treizième chaise (1919) ou Koenigsmark (1923). Il écrit aussi certains scénarios en collaborations avec d'autres cinéastes comme Koenigsmark écrit avec René Champigny ou Madame Sans-Gêne avec l'américain Forrest Halsey.
En 1928, La Danseuse Orchidée est le fruit d'un scénario de Jean-Joseph Renaud. C'est l'un des rares films d'après-guerre où Léonce Perret n'est pas intervenu dans l'écriture du scénario.

### Producteur
Léonce Perret a produit beaucoup de ses films à partir de sa période américaine, c'est-à-dire à partir de 1917, en fondant sa maison de production Perret Picture Inc. La Fayette, we come et The unknown love en 1918 ainsi que Twin Pawns ou A.B.C. of love en 1919 sont certains des films produits par Léonce Perret aux États-Unis.
Ensuite lors de son retour en France, il a l'occasion de produire plusieurs films avec la société Franco-Film (Morgane la Sirène et Printemps d'Amour en 1927, La Danseuse Orchidée, Poliche et La Possession en 1928, Quand nous étions deux en 1930, etc.).

## Théâtre
- 1909 : Le Scandale de Henry Bataille, Théâtre de la Renaissance